# Merza Gyula
Merza Gyula (Kolozsvár, 1861. február 25. – Kolozsvár, 1943. december 15.) magyar néprajzkutató, az örménység kutatója (armenológus), turisztikai szakíró.
Álnevei: Araráti, Ekefalvi, Figyelő, Sinapis, Vándor, Veridicus, Za-la.

## Élete

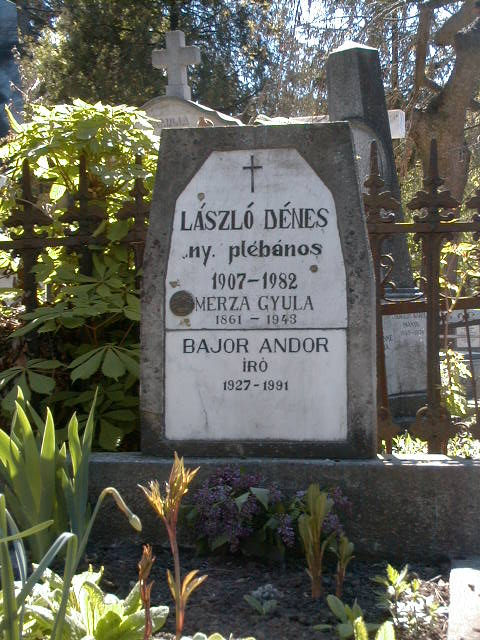
Sírja a Házsongárdi temetőben

Az erdélyi örmény Merza / Mirzáián / Mirzáchi család leszármazottja.
Merza Joachim kereskedő és Simai Jozefa fia. Szülővárosa piarista gimnáziumában érettségizett 1879-ben, itt és a bécsi egyetemen orvosi tanulmányokat folytatott. Gazdasági pályára lépett, majd európai utazásokon a kirándulóhelyeket, üdülőket, idegenforgalmi intézményeket és tájrajzi múzeumokat tanulmányozva a turisztikai irodalom szakemberének képezte ki magát. Az EKE jegyzője, főpénztárosa, Táj- és Néprajzi Múzeumának igazgatója, az Erdélyi Magyar Közművelődési Egyesület egyik alapító tagja; szerepe volt a szamosújvári Örmény Múzeum létesítésében is. Az Erdély c. honismereti folyóirat szerkesztője (1903–1908), a bukaresti Ararat örmény szaklap munkatársa (1924–1925). Az örmény beköltözés emlékére a szamosújvári Verzereskul-szobor felállítását 1893-ban ő kezdeményezte.
Néprajzi és turisztikai cikkei 1919 után a Keleti Újság, Magyar Nép, Pásztortűz, Véndiákok Lapja, Nagyvárad, Független Újság hasábjain jelentek meg.
Mint örmény család leszármazottja, jelentős szerepet vállalt az erdélyi örmények múltjának és szokásainak feltárásában. A hazai örmények ethnográfiai hanyatlásának okairól és azok orvoslásáról (Szamosújvár, 1895) c. tanulmányában feldolgozta a magyarörmények sorskérdését, Az örmény kereszt (Szamosújvár, 1902) c. munkájáért XIII. Leó pápa apostoli áldással tüntette ki. Megemlékezett Szongott Kristófról, a szamosújvári Armenia c. folyóirat alapítójáról (1907); Az örmény népköltőkről (Szamosújvár 1907) c. munkája irodalomtörténeti forrásmunka. Összeállította az erdélyi örménység bibliográfiáját (kéziratban), az erdélyi örmények nép- és korrajzával az 1932-es Erdélyi Magyar Évkönyvben jelentkezett.

## Művei
- Úti emlékek a tavak országából (Kolozsvár, 1895)
- A magyar örmények ethnographiai hanyatlásának okairól és azok orvoslásáról (Szamosujvár, 1895. Különnyomat az Armeniából).
- Az örmény püspökség (Kolozsvár, 1896)
- A hazai örménység jövője (Kolozsvár, 1896)
- Svájczi képek (Kolozsvár, 1896)
- Látogatás a külföldi alpesi klubokban (Kolozsvár, 1897)
- A külföldi néprajzi múzeumokról (Kolozsvár, 1899)
- Az örmény ritus magyar missziójáról (Kolozsvár, 1901. Veridicus álnévvel)
- Az örmény kereszt (Kolozsvár, 1902)
- Az Erdélyi Kárpát Egyesület története (Különnyomat az Erdély 1930/4-5 számából)
- A magyar turistaság keletkezése Erdélyben (fejezet A magyar sport ezer éve c. munkában, Bp. 1930)

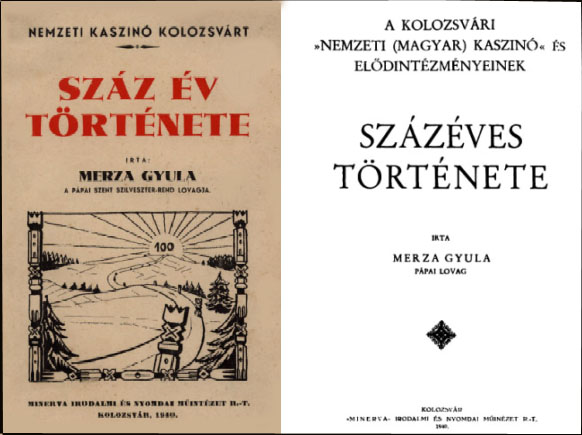
A kolozsvári Nemzeti (Magyar) Kaszinó százéves története (külső és belső borító)